# Industrial and Financial Systems
IFS AB (Industrial and Financial Systems) ist ein multinationaler Anbieter von Unternehmenssoftware mit Hauptsitz in Linköping, Schweden. Das Unternehmen entwickelt und liefert Unternehmenssoftware für Kunden, die Waren herstellen und vertreiben, Anlagen warten und dienstleistungsorientierte Abläufe verwalten. IFS beschäftigt mehr als 5.000 Mitarbeiter, die tausende von Kunden weltweit über ein Netzwerk lokaler Niederlassungen und  Partner unterstützen.

## Geschichte
IFS wurde 1983 in Schweden gegründet und brachte 1985 sein erstes Softwareprodukt IFS Maintenance auf den Markt. Fünf Jahre später kam die komplette Produktsuite, bekannt als IFS Applications, auf den Markt. In den folgenden Jahren baute IFS seine Präsenz in der skandinavischen Region mit der Gründung von Niederlassungen in Norwegen, Finnland und Dänemark aus und expandierte dann außerhalb Skandinaviens nach Polen. 1993 führte IFS seine erste grafische Benutzeroberfläche ein und expandierte nach Malaysia. Im Jahr 1995 expandierte das Unternehmen nach Nordamerika.
Im Jahr 1996 wurde IFS an der schwedischen Börse notiert und das Produkt wurde zu einem komponentenbasierten Produkt umgewandelt. Es folgten die Einführung des Web-Clients und die Einrichtung eines Forschungs- und Entwicklungszentrums in Colombo. Im Jahr 2001 führte IFS Java-basierte mobile Clients und Internetportale ein. Im Jahr 2004 erwarb NEC einen Anteil von 7,7 % am Aktienkapital von IFS. Im Jahr 2005 hatte IFS Applications bereits mehr als 500.000 Nutzer. Im Jahr 2008 führte IFS seine neue grafische Benutzeroberfläche ein und begann mit mehreren Übernahmen.
Im Jahr 2015 hatte IFS mehr als eine Million Nutzer weltweit und wurde von EQT, einer schwedischen Private-Equity-Gruppe, übernommen. IFS brachte sein neuestes ERP-System, IFS Applications 10, 2018 auf den Markt – im selben Jahr, in dem Darren Roos zum CEO ernannt wurde, gefolgt von IFS Field Service Management 6 im Jahr 2019.
Im Juli 2020 verkaufte der Fonds EQT VII IFS AB an die Nachfolgefonds EQT VIII und EQT IX sowie an das globale Private-Equity-Unternehmen TA Associates, das zu einem Transaktionswert von mehr als 3,3 Millionen US-Dollar Minderheitsgesellschafter wurde. Im März 2022 gab IFS bekannt, dass Hg, ein  Software- und Dienstleistungsinvestor, ein  Minderheitsgesellschafter von IFS und WorkWave wird. Der langfristige Investor EQT bleibt Mehrheitsaktionär, während Hg und TA Associates bedeutende Minderheitsaktionäre sind. Die Transaktion bewertet IFS und WorkWave mit 10 Milliarden Dollar und versetzt beide Unternehmen in die Lage, ihre Position in wachsenden Sektoren weiter auszubauen.

## Produkte
IFS Cloud ist eine Softwarelösung, die Lösungen für die Unternehmensressourcenplanung (ERP), das Bauwesen, die Infrastruktur, das Management der technischen Projektabwicklung, das Servicemanagement (FSM) und das Anlagenmanagement (EAM) bietet. Die IFS Cloud-Plattform ist eine Lösung, die auf offenen APIs basiert und Innovationen wie künstliche Intelligenz, maschinelles Lernen und IoT nutzt.

## Operations
IFS wird durch das Executive Management Team des Unternehmens geleitet, das die Führung und Leitung aus einer globalen, operativen Perspektive übernimmt. Strategisch ist das Unternehmen auf vier Regionen ausgerichtet, die von Mitgliedern des Executive Management Teams geleitet werden. Diese Schwerpunktbereiche sind: Süd- und Westeuropa, Nord- und Mitteleuropa, Amerika und APJME&A.

## Akquisitionen
| Akquisitionsnummer | Akquiriertes Unternehmen         | Akquisitionsdatum | Spezialgebiet                                                            | Herkunftsland          |
| ------------------ | -------------------------------- | ----------------- | ------------------------------------------------------------------------ | ---------------------- |
| 1                  | MultiPlus Solutions              | 2009              | Projektbasierte ERP-Lösungen                                             | Norwegen               |
| 2                  | 360 Scheduling                   | 2010              | Zeitplanungsmodul                                                        | Vereinigtes Königreich |
| 3                  | Metrix LLC                       | 2012              | Field Service Management                                                 | Vereinigte Staaten     |
| 4                  | Mxi Technologies Ltd             | 2016              | Integrierte und intelligente Softwarelösungen für das Wartungsmanagement | Kanda                  |
| 5                  | mplsystems Limited               | 2017              | Omnikanal-Kontaktzentrum und Software zur Kundenbindung                  | Vereinigtes Königreich |
| 6                  | Field Service Management Limited | 2017              | Field Service Management Lösungen                                        | Vereinigtes Königreich |
| 7                  | WorkWave LLC                     | 2017              | Lösungen für das Servicemanagement                                       | Vereinigte Staaten     |
| 8                  | Astea International              | 2019              | Field Service Management Lösungen                                        | Vereinigte Staaten     |
| 9                  | Clevest, Inc.                    | 2020              | Mobile Workforce Management Lösung                                       | Kanada                 |
| 10                 | Axios Systems                    | 2021              | Enterprise Service Management Lösung                                     | Vereinigtes Königreich |
| 11                 | Customerville                    | 2021              | Customer Experience (CX)                                                 | Vereinigte Staaten     |
| 12                 | Ultimo Software Solutions        | 2022              | Enterprise Asset Management (EAM)                                        | Niederlande            |
| 13                 | Poka                             | 2023              | Plattform für vernetzte Mitarbeiter                                      | Kanada                 |

## Auszeichnungen
Bei den European Business Awards 2019 wurde IFS unter 150.000 Unternehmen aus mehr als 33 Ländern zum Gewinner des European Digital Technology Award gekürt. Im Jahr 2020 wurde der CEO Darren Roos als „CEO of the Year 2020“ ausgezeichnet und IFS gewann Bronze bei den Transform Awards 2020.[30] IFS erhielt eine 5-Sterne-Bewertung von CRN®, einer Marke von The Channel Company, in seinem Partnerprogramm-Guide 2020. Neben dem CSR Award erhielt das Unternehmen 2019 auch den CSR Excellence Award für das IFS Education Programm.